# Gentry Lee

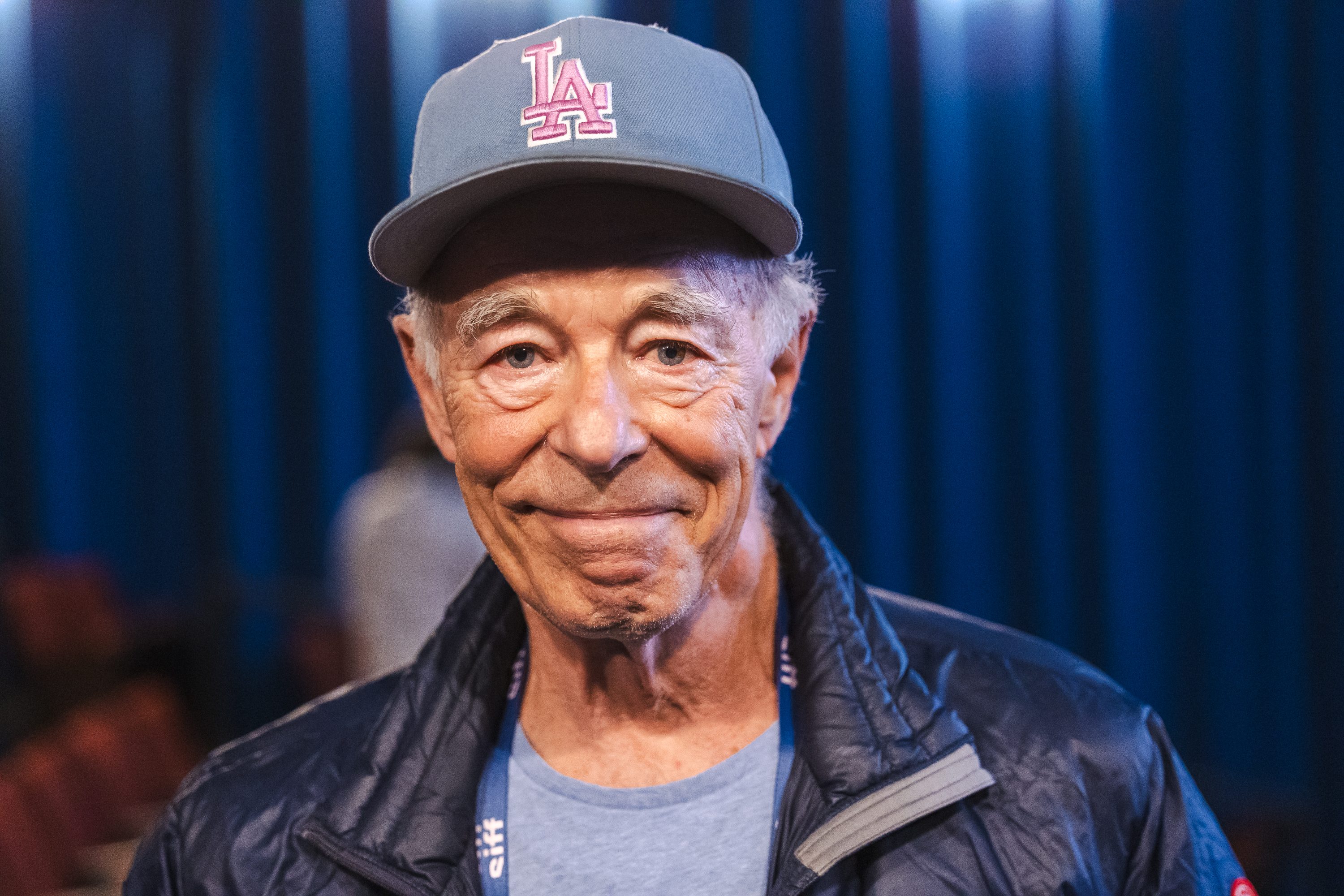
Gentry Lee, 2025

Gentry Lee (* 1942) ist ein US-amerikanischer Science-Fiction-Autor.

## Leben
Bekannt wurde Lee als Co-Autor verschiedener Science-Fiction-Romane von Arthur C. Clarke. Besonders bekannt sind dabei die drei gemeinsamen Fortsetzungen des Romans Rendezvous with Rama (dt. Rendezvous mit 31/439), den Arthur C. Clarke bereits 1972 schrieb. Zusammen bilden die vier Bücher den sogenannten Rama-Zyklus.
Nach der letzten gemeinschaftlichen Arbeit mit Arthur C. Clarke Rama Revealed (dt.: Nodus) schrieb Lee noch drei weitere Science Fiction Romane, von denen zwei auch im Rama-Universum spielen (Bright Messengers (dt.: Boten des Lichts) und Double Full Moon Night).
Gentry Lee war ab 1977 beim Jet Propulsion Laboratory in Pasadena (Kalifornien) leitender Ingenieur des Galileo-Projekts, deren Raumsonde im Dezember 1995 den Jupiter erreichte. Darüber hinaus war Lee an der Mars-Mission der Viking-Sonden beteiligt.
Von 1978 bis 1981 entwickelte Lee zusammen mit dem Astronomen Carl Sagan die populärwissenschaftliche Fernsehserie Cosmos. Sie wurde in über sechzig Ländern ausgestrahlt und gewann zahlreiche Auszeichnungen, darunter drei Emmys.
1988 ließ sich Lee von seiner Tätigkeit beim Jet Propulsion Laboratory beurlauben, um sich seiner schriftstellerischen Tätigkeit widmen zu können. Er war aber weiterhin in beratender Funktion bei der NASA tätig. Heute lebt er mit seiner Frau Stacey und seinen sieben Söhnen in der Nähe von Dallas, Texas.

## Werke

### Rama-Zyklus
(mit Arthur C Clarke)
- Rendezvous mit Übermorgen, 1991, ISBN 3-404-24380-3, Rama II, 1989
- Die nächste Begegnung, 1992, ISBN 3-404-24383-8, The Garden of Rama, 1991
- Nodus, 1996, ISBN 3-453-09247-3, Rama Revealed, 1993

### Einzelromane
- Die Wiege der Zukunft, 1989, ISBN 3-453-03312-4, Cradle, 1988 (mit Arthur C. Clarke)
- Boten des Lichts, 1997, ISBN 3-404-24222-X, Bright Messengers, 1995
- Double Full Moon Night, 1999
- The Tranquility Wars, 2000

### Sachbücher
- Cosmos: The Story of Cosmic Evolution, Science and Civilization, 1980 (mit Carl Sagan)
- Rama: The Official Strategy Guide, 1996
- Eine Geschichte der Zukunft, The History of the Twenty-First Century, 2001 (mit Michael White)